# كريس دومينغيز
كريس دومينغيز (بالإنجليزية: Chris Dominguez)‏ هو لاعب كرة قاعدة أمريكي، ولد في 22 نوفمبر 1986 في لوس أنجلوس في الولايات المتحدة.

## وصلات خارجية
- كريس دومينغيز على موقعبيزبول رفرنس.كوم (الدوري الرئيسي) (الإنجليزية)
- كريس دومينغيز على موقعبيزبول رفرنس.كوم (الدوري الثانوي) (الإنجليزية)